# Mary Newcomb

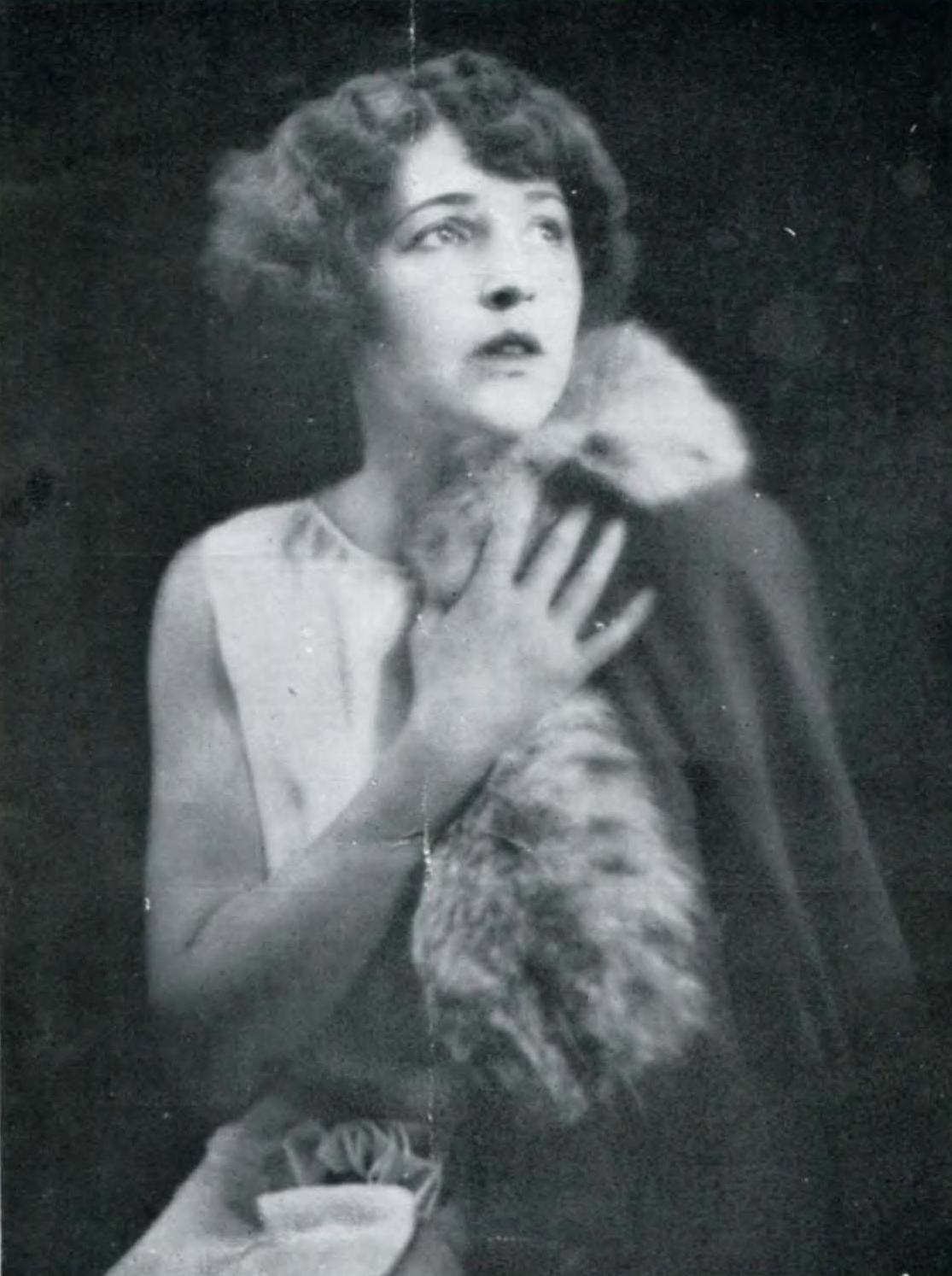
Mary Newcomb Data:1923-10

Mary Newcomb (24 de agosto de 1893 – 26 de dezembro de 1966) foi um atriz norte-americana, que atuou nos palcos e filmes britânicos.

## Filmografia selecionada
- The Marriage Bond (1932)
- Frail Women (1932)
- Women Who Play (1932)
- Strange Experiment (1937)